# زاگورنا
زاگورنا (به لهستانی:  Zagórna) یک روستا در لهستان است که در گمینا بژژنه (استان لهستان بزرگ‌تر) واقع شده‌است.